# The Dubliners Live
The Dubliners Live è un album discografico dal vivo del gruppo di folk tradizionale irlandese dei The Dubliners, pubblicato dalla casa discografica Polydor Records nel 1974.
Ronnie Drew lasciò il gruppo dopo la pubblicazione di quest'album, tentando la carriera da solista e ritornando successivamente nella band nel 1979.
Sempre dopo l'uscita di questo album, Ciarán Bourke cessò di essere un membro a tempo pieno del gruppo a causa di un'emorragia cerebrale.

## Tracce
Lato A
1. Instrumental Medley – 1:29 (Tradizionale; arrangiamento The Dubliners)
2. Black Velvet Band – 3:08 (Ewan MacColl, Peggy Seeger)
3. Whiskey in the Jar – 2:19 (Tradizionale; arrangiamento The Dubliners)
4. All for Me Grog – 2:11 (Tradizionale; arrangiamento The Dubliners)
5. Instrumental Medley – 3:09 (Tradizionale; arrangiamento The Dubliners)
6. Instrumental Medley – 2:14 (Tradizionale; arrangiamento The Dubliners)
7. Finnegan's Wake – 2:23 (Tradizionale; arrangiamento The Dubliners)
8. McAlphine's Fusiliers – 3:34 (Dominic Behan)

Durata totale: 20:27
Lato B
1. Seven Drunken Nights – 3:08 (Tradizionale; arrangiamento The Dubliners)
2. Reels – 3:46 (Tradizionale; arrangiamento The Dubliners)
3. Home Boys Home – 3:09 (Tradizionale; arrangiamento The Dubliners)
4. Dirty Old Town – 2:50 (Ewan MacColl)
5. Blue Mountain Rag – 2:13 (Tradizionale; arrangiamento The Dubliners)
6. The Wild Rover – 2:40 (Tradizionale; arrangiamento The Dubliners)
7. Weila Waile – 2:09 (Tradizionale; arrangiamento The Dubliners)
8. The Holy Ground – 2:18 (Tradizionale; arrangiamento The Dubliners)

Durata totale: 22:13

## Formazione
- Ronnie Drew - voce, chitarra
- Luke Kelly - voce, banjo a 5 corde
- Barney McKenna - banjo tenore, mandolino
- Ciarán Bourke - tin whistle, armonica, chitarra, voce
- John Sheahan - fiddle, tin whistle, mandolino[1]

Note aggiuntive
- Phil Coulter - produttore
- Registrato dal vivo al Fiesta Club di Sheffield, Inghilterra
- Ron Cohen - fotografie
- Wade Wood Associates - design
- Ringraziamento speciale al Shakespeare Theatre Club di Liverpool[2]